# Conger incompositus
Conger incompositus és una espècie de peix pertanyent a la família dels còngrids.